# غابات الصحراء الغربية الجبلية الجافة
غابات الصحراء الغربية الجبلية الجافّة هي منطقة بيئية تمتد عبر العديد من مناطق المرتفعات في الصحراء. تُحيط بها الصحراء القاحلة إلى حد كبير، غابات غرب الصحراء الجبلية الجافة على ارتفاعات منخفضة، وهي ملاجئ معزولة للنباتات والحيوانات التي يمكن أن تعيش في الرطوبة العالية ودرجات الحرارة المنخفضة في المرتفعات.

## المنطقة
المنطقة هي صحراء شاسعة تمتد عبر شمال إفريقيا من المحيط الأطلسي إلى البحر الأحمر. ترتفع بعض سلاسل الجبال (مثل جبال هقار وطاسيلي ناجر وجبال تيبستي وجبال آير) من الصحراء وتتلقى المزيد من الأمطار وغالبًا ما تكون درجات حرارة الصيف أكثر برودة قليلاً. تدعم هذه المرتفعات الأراضي الحرجية الجافة والشجيرات المتميزة عن الأراضي المنخفضة الصحراوية الجافة.
تبلغ مساحة هذه المنطقة البيئية 258,100 كيلومتر مربع (99,700 ميل2). حدود الجزء الأكبر من هذه المنطقة البيئية، والتي تشمل صخور تاسيلي نجر أحجار وآير (أو أزبين )، تتبعُ رصيف صحراوي وحمادة جبال آير ووادي شعيب فوق محيط 1000 متر. يغطي هذا جزءًا كبيرًا من جنوب شرق الجزائر. يصل ارتفاع هذه المناطق إلى ما يقرب من 3000 متر. تم تضمين مناطق إضافية جنوباً ضمن هذه المنطقة البيئية، بما في ذلك آير في شمال النيجر، وهضبة آدرار في موريتانيا، وأدرار إيفوغاس في مالي والجزائر، باستخدام كفاف ارتفاع 500 متر.
تم العثور على جبال المنطقة البيئية للغابات الجافة الصحراوية الغربية في الصحراء الكبرى وهي في الغالب من أصل بركاني. إنها ترتفع من المناظر الطبيعية الصحراوية المسطحة المحيطة أو الكثبان الرملية وتخلق جزرًا من موستر موستر (غيلتا) التي تدعم النباتات والحيوانات. المنطقة الأكثر أهمية هي هضبة تاسيلي ناجر، وهي منطقة نائية من جبال الأحجار في الجزائر والتي تدعم بعض الأنواع شبه المستوطنة وبعض الظباء المهددة عالميًا. أعلى نقطة في هذه الجبال هي 3003 أمتار (جبل تاهات). الشتاء قاسٍ للغاية، حيث تزيد درجة الحرارة عن 20 درجة مئوية. قد تزيد درجات الحرارة خلال النهار عن 20 درجة مئوية بينما تكون الليالي متجمدة. في الصيف، تكون الأيام حارة جدًا، وإن كانت أقل من تلك الموجودة في وسط الصحراء. هطول الأمطار نادر ومتقطع.

## النباتات والحيوانات
يختلف الغطاء النباتي اختلافًا كبيرًا اعتمادًا على الارتفاع والمناظر الطبيعية، ولا سيما حماية الرياح. غالبًا ما تتكون من نباتات البحر الأبيض المتوسط. في الغيلتا، الغطاء النباتي شديد التنوع ويستضيف العديد من الحيوانات. يمكن العثور على الأشجار في ارتفاعات منخفضة، بينما تستضيف المناطق الأعلى شجيرات في الغالب. من الممكن العثور على أشجار الزيتون البرية أو. تشمل الأنواع المتوطنة والنادرة السرو الصحراوي الآس، وكلاهما من الأنواع الصحراوية المتوسطية. تنمو أشجار الزيتون والآس في قاع الوديان أو وديان الأنهار المتقطعة أو بجانب القلتة وآبار المياه الدائمة أو المؤقتة.
الأنواع الأخرى التي تفضل الموائل الرطبة هي الترمس الشعري واللبلاب. ينمو كل من السيلينة والسنط السعيد والسنط العربي وسبستان في الوديان. الممثلين الآخرين للنباتات الجزائرية الـ 28 الموجودة تشمل «Ficus ingens» و«Anticharis glandulosa».

## السكان والحفظ
عدد السكان في المنطقة البيئية صغير جدًا، حيث يقل عددهم عن 5 أشخاص لكل كيلومتر مربع. كثير من الناس هم من البدو على الرغم من وجود بعض المدن الصغيرة (مثل إدليس). لا يزال الغطاء النباتي سليمًا إلى حد ما.